# Ormosia subpulchra
Ormosia subpulchra är en tvåvingeart som beskrevs av Alexander 1966. Ormosia subpulchra ingår i släktet Ormosia och familjen småharkrankar. Inga underarter finns listade i Catalogue of Life.